# Caralluma vansonii
Caralluma vansonii là một loài thực vật có hoa trong họ La bố ma. Loài này được Bremek. & Oberm. mô tả khoa học đầu tiên năm 1935.